# Повтор
Повто́р — родовое название средств художественной выразительности, к которым обычно относят:
- повторы звуковые (аллитерация, ассонанс и другие),
- синтаксические (синтаксический параллелизм и другие),
- фразовые (рефрен, припев),
- лексические (анафора, эпифора, геминация, эпаналепсис и другие),
- образные (повторы мотивов, ситуаций).

Повтор служит для:
- усиления мысли
- привлечения внимания